# 张婕妤 (唐高祖)
张婕妤（?—?），唐高祖寵妃，可能是周王李元方生母。

## 生平
张婕妤因姿色妖媚，为高祖晚年最受寵愛的妃子，可能有生下兒子周王李元方。皇次子秦王李世民攻克东都，张婕妤为父亲求高祖得山东之地数十顷。但是其地已被李世民分给李神通，所以無法交給她。张婕妤懷恨在心，向高祖告状李世民，高祖大怒，责备李世民自己的敕命不如他的敕命。于是张婕妤与李世民就有了矛盾，在政治上，与尹德妃勾結皇太子李建成和皇四子齐王李元吉，詬謗謀害李世民，而李建成、李元吉賄賂獻媚尹德妃與張婕妤兩位庶母，使她們在高祖面前替自己說好話，以打擊李世民氣焰。
后来李世民发动玄武门之变，杀李建成、李元吉，成为皇太子并登基为帝。史书没有记载张婕妤之后的事。
一些小说称张婕妤、尹德妃原是隋朝晋阳宫的妃嫔，但是史书只是说裴寂把晋阳宫的宫人献给李渊，并没有说她们就是张婕妤、尹德妃。《旧唐书》、《新唐书》皆没有记载张婕妤生育情况。而《旧唐书》、《新唐书》中所记唐高祖诸子生母除周王李元方母张氏外，皆有妃嫔封号。张婕妤与张氏是否为同一人，已无法考证。